# Olga Brizgina
Olga Brizgina (ukrajinsko Ольга Бризгіна), ukrajinska atletinja, * 30. junij 1963, Krasnokamsk, Sovjetska zveza.
Nastopila je na olimpijskih igrah v letih 1988 in 1992 ter osvojila zlato in srebrno medaljo v teku na 400 m ter dvakratni zaporedni naslov olimpijske prvakinje v štafeti 4×400 m. Na svetovnih prvenstvih je osvojila naslov prvakinje v teku na 400 m leta 1987 in štafeti 4×400 m leta 1991 ter še srebro v štafeti 4×400 m leta 1987 in na evropskem prvenstvu leta 1986. Ob olimpijski zmagi je s sovjetsko reprezentanco postavila svetovni rekord v štafeti 4 x 400 m s časom 3:15,17, ki je aktualni svetovni rekord.